# Московский клуб лыжников
Московский клуб лыжников (МКЛ) — существовавшее в 1895—1923 крупное спортивное общество, было прародителем ЦСКА.
Появление клуба связано с велосипедистами. Члены Московского клуба велосипедистов могли заниматься велосипедным спортом только летом. Лыжный спорт стал зимней заменой. К ним присоединились несколько финнов и шведов. Так зимой 1894—1895 организовался лыжный кружок из 20 человек. Весной 1895 был утверждён устав, а 16 (29) декабря 1895 года был торжественно открыт Московский клуб лыжников. Возглалял его с момента создания и 1899 года Иван Росляков.
17 декабря 1895 года была открыта центральная лыжная станция МКЛ «Петровская», которая была размещена в арендуемом МКЛ частном доме в районе Петровского парка — сам клуб находился в Царском павильоне, а бегали лыжники на прилегающей к нему территории. Вскоре на Стромынке появилась и вторая лыжная станция «Сокольничья».
В 1901 году из МКЛ ушли люди с целью создать новую спортивную организацию, которая получила название ОЛЛС. Весной 1909 года в МКЛ была создана футбольная секция, как и в ОЛЛС, где футбольная команда так же в 1910 году. Базировалась на площадке клуба в Петровском парке. Первые руководители Клуба — Булычев и Дубинин. В турнире группы «А» участвовала с 1911 года.
В 1923 году преобразован в Центральный клуб РКСМ имени коммунистического интернационала (КИМ).

## Достижения
- Чемпионат Москвы Класс «Б»
- Бронзовый призёр (1): 1916

## Известные футболисты
- Фёдор Римша